# Пошукова сітка
Сітка пошукова, Мережа пошукова (рос. сетка поисковая, англ. prospecting net, нім. Prospektionsnetz n) – система раціонально розташованих пунктів опробування (свердловин, геологічних розкрить, водопунктів тощо) при пошуках корисних копалин. В разі горизонтального залягання гірських порід та ізометричній формі покладів корисних копалин пошукові точки розташовуються по кутах або у центрах чарунок квадратної, прямокутної або ромбічної сітки. При суттєво похилому заляганні гірських порід, витягнутій формі тіл корисної копалини або їх несистемному заляганні пошукові точки розташовують на лініях вхрест простягання основних структур. Частоту точок збільшують у залежності від мінливості тіл корисної копалини. 